# Flucht vor dem russischen Überfall auf die Ukraine

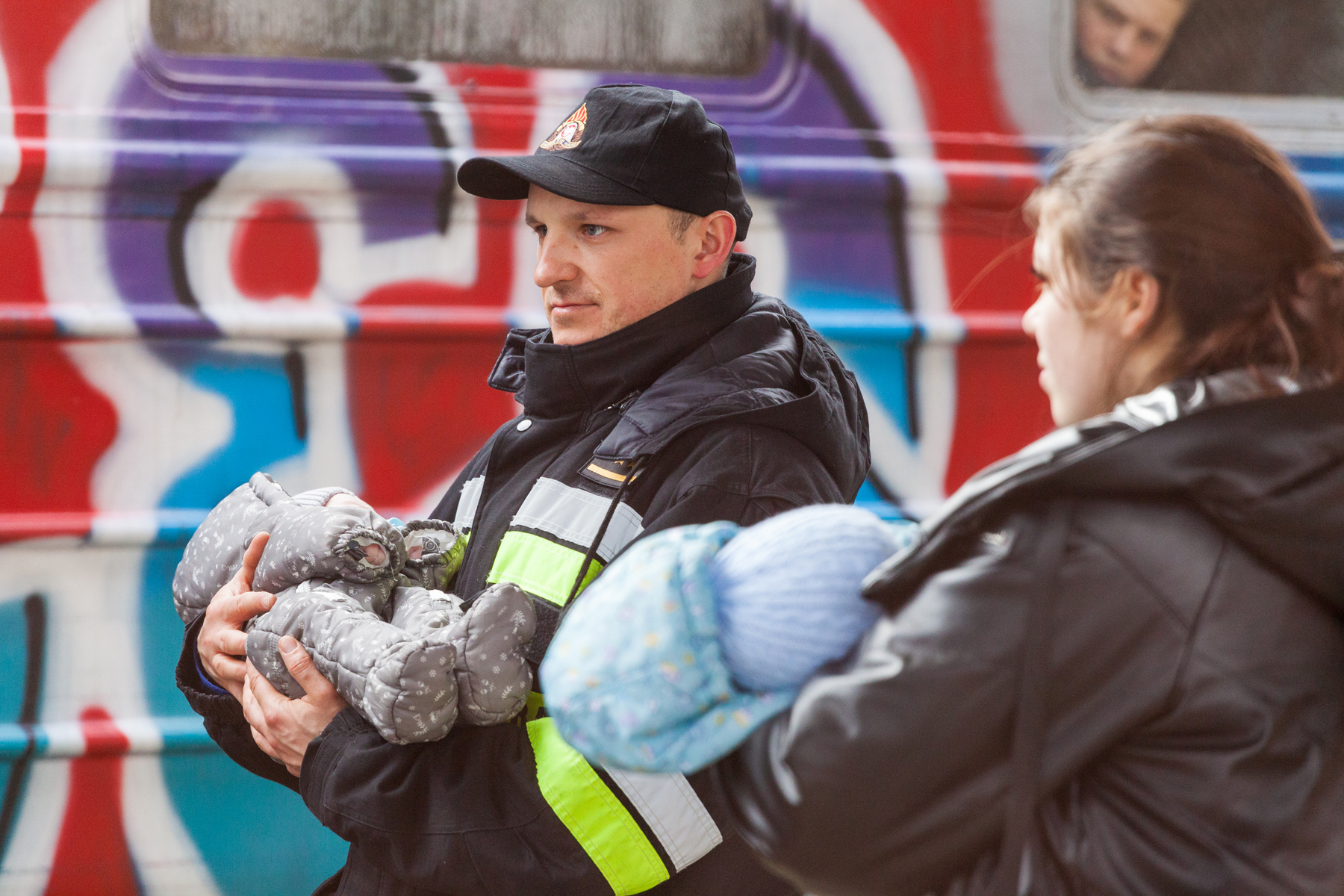
Polnischer Feuerwehrmann mit ukrainischem Kind im Arm

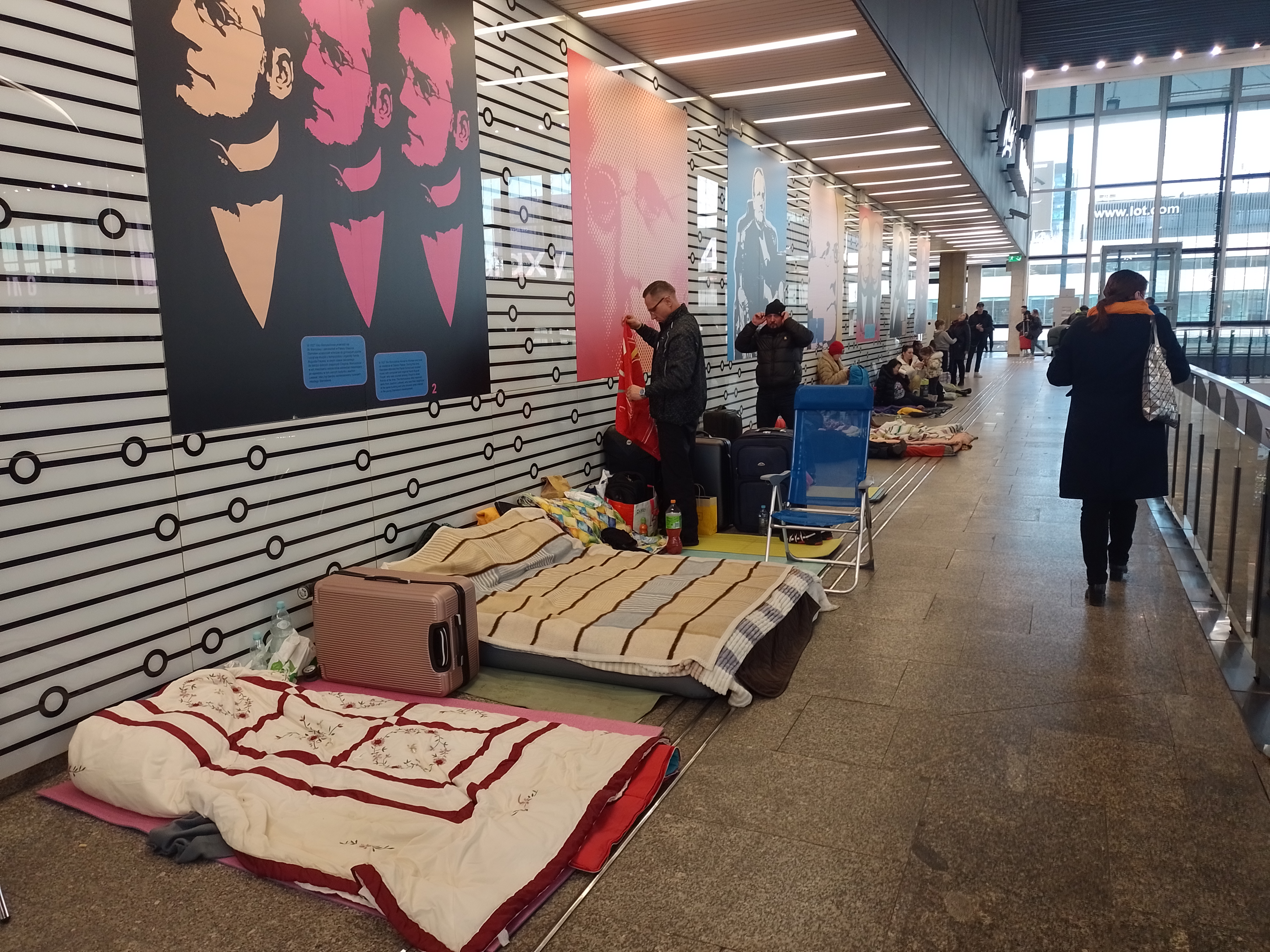
Provisorische Schlafplätze im Bahnhof Warszawa Centralna

Die massenhafte Flucht vor dem russischen Überfall auf die Ukraine begann mit dem Einmarsch russischer Truppen am 24. Februar 2022. Schon vor dem Einmarsch hatten sich andere europäische Länder auf eine mögliche Aufnahme von Flüchtlingen vorbereitet. Bereits in den ersten Tagen nach Beginn des Überfalls waren Hunderttausende auf der Flucht. Am 20. März 2022 waren etwa zehn Millionen Menschen, ein Viertel der Gesamtbevölkerung, auf der Flucht. Sie sind Binnenflüchtlinge oder in ein anderes Land geflüchtet, die meisten in ein Land westlich der Ukraine: Polen, Ungarn, Moldau, Rumänien und Slowakei.
Ukrainer dürfen in die Europäische Union für 90 Tage ohne Visum einreisen und erhalten dort nach einer Registrierung für drei Jahre eine Aufenthalts- und Arbeitsgenehmigung. Sie können (müssen aber nicht) Asyl beantragen. Die Bahnunternehmen in mehreren Staaten lassen ukrainische Flüchtlinge kostenlos mit dem Zug fahren. Viele der Betroffenen sind von Familienangehörigen aufgenommen worden, die bereits im Aufnahmestaat leben; andere sind in Flüchtlingsunterkünften oder Privatwohnungen von Hilfswilligen.
In der Ukraine befanden oder befinden sich auch Menschen ohne ukrainische Staatsbürgerschaft. Es gab Berichte über Menschen aus Afrika oder Asien, die beim Grenzübertritt Ungleichbehandlungen erlebt haben. Auch über eine Zurückweisung von Roma wurde berichtet. Die beschuldigten Nachbarländer der Ukraine weisen dies von sich. Die EU erklärte, dass ihre Grenzen auch für Menschen offen seien, die aus Drittländern stammen und in ihre Heimatländer weiterreisen wollen. Wer in der EU Schutz benötige, könne Asyl beantragen.

## Schätzungen und Zählungen
Das Amt der Vereinten Nationen für die Koordinierung humanitärer Angelegenheiten (UNOCHA) schätzte am 27. Februar 2022, es werde in zwei Monaten in der Ukraine 7,5 Millionen innerstaatliche Flüchtlinge geben. 18 Millionen Menschen würden vom Konflikt betroffen sein und 12 Millionen Menschen würden gesundheitliche Hilfe benötigen. Bis zu vier Millionen Menschen würden vor dem Krieg flüchten.
Auf der UNO-Flüchtlingskonferenz am 27. Februar 2022 wurde mitgeteilt, dass seit Kriegsbeginn über 368.000 Menschen aus der Ukraine geflohen seien. Nach UNHCR-Angaben waren seit dem 25. Februar 2022 bis zum 2. März 2022 mehr als 1 Million Menschen aus der Ukraine geflüchtet. Zum 8. bzw. 15. bzw. 31. März bzw. 19. April 2022 überschritt die Zahl die Grenze von 2 bzw. 3 bzw. 4 bzw. 5 Millionen. Die weit überwiegende Mehrheit war nach Polen geflüchtet.
Hatte das UNHRC noch am 15. März von 1,85 Millionen Binnenvertriebenen berichtet, gab es laut UNHCR am 18. März bereits 6,5 Millionen inländische Flüchtlinge in der Ukraine.
Nach einer Untersuchung des Forschungs- und Analyseteams von Direct Relief verzeichneten bis zum 1. März 2022 die polnischen Städte Rzeszów und Lublin den größten Zuwachs an Flüchtlingen. Viele seien wegen der medizinischen Versorgung aus der Ukraine geflohen.
Stand 19. April waren laut UNHCR insgesamt 1,02 Millionen im Ausland lebende Ukrainer nach Kriegsbeginn in die Ukraine eingereist. Stand 20. April waren laut UNHCR mehr als 5,08 Millionen Menschen aus der Ukraine geflohen.
Stand 9. Mai 2022 schätzte die UN 5,4 Millionen Flüchtlinge und 7,7 Millionen Binnenflüchtlinge.
Laut der Menschenrechtsbeauftragten des ukrainischen Parlaments, Ljudmila Denissowa, wurden seit Beginn des russischen Überfalls mehr als 1,19 Millionen Bürger der Ukraine, darunter mehr als 200.000 Kinder, in die Russische Föderation deportiert.

## Humanitäre Korridore

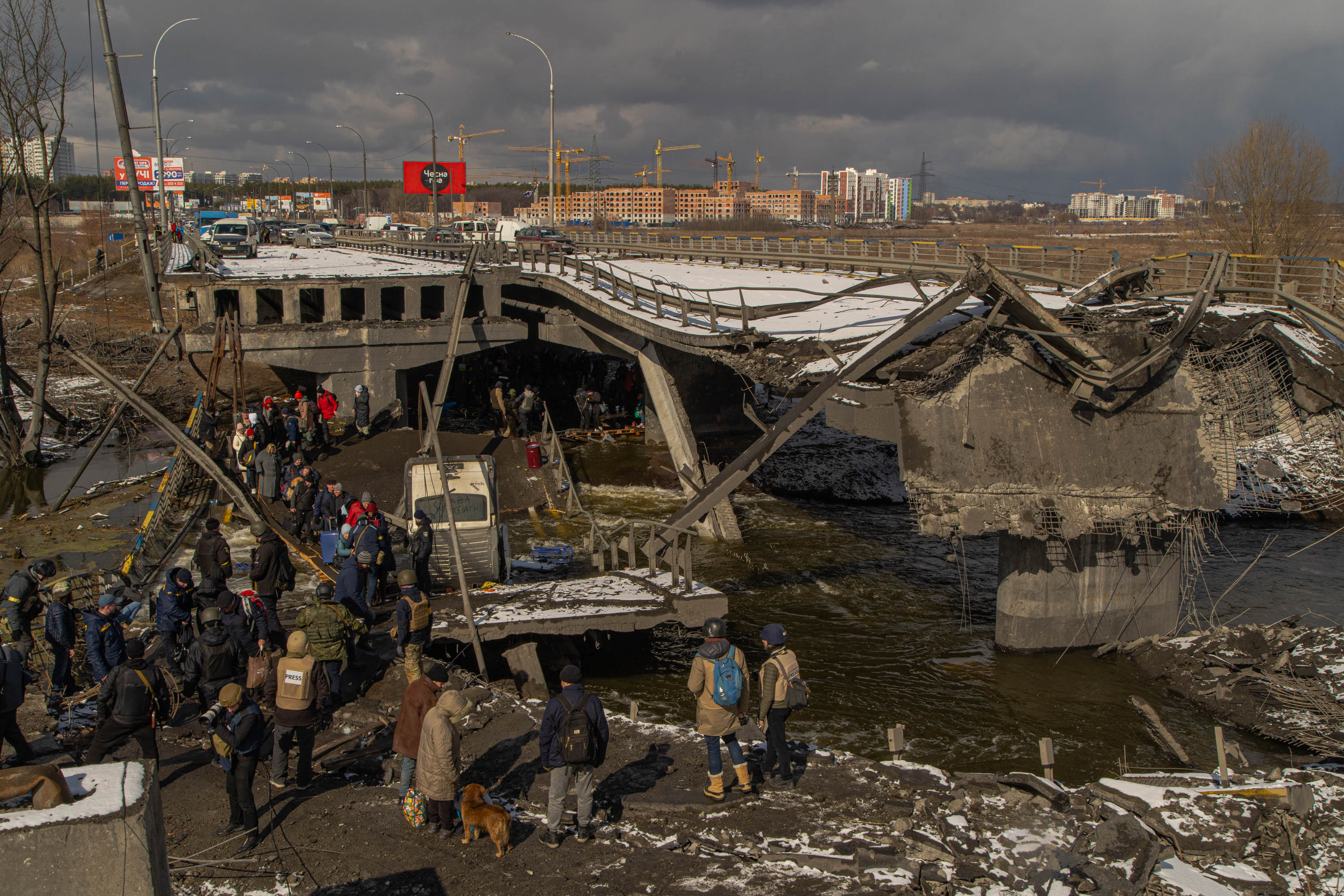
Flucht von Zivilisten über den Fluss Irpin, Oblast Kiew, nach Brückeneinsturz, 8. März 2022

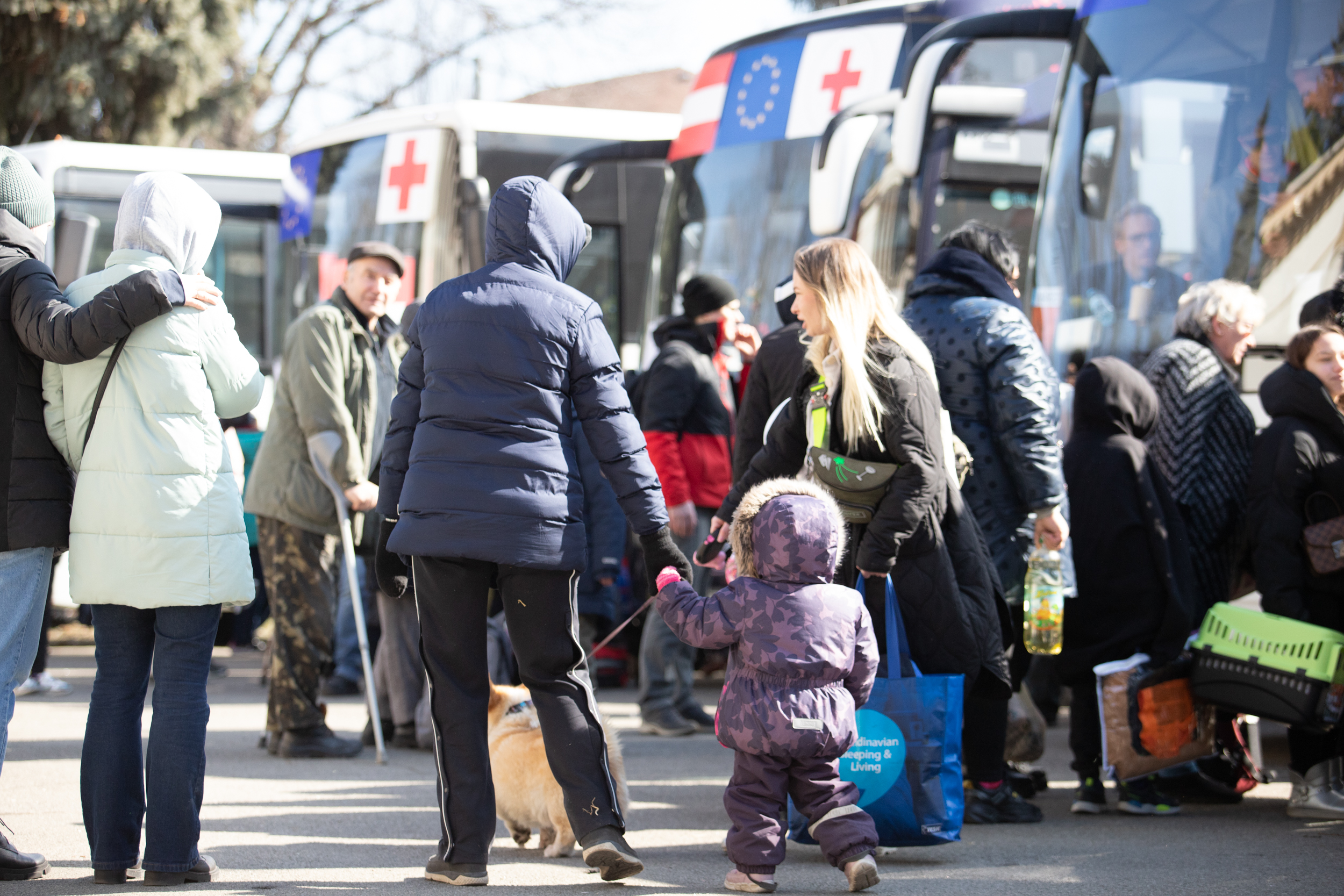
Evakuierungen aus Kiew mit Bussen des Roten Kreuzes, 17. März 2022

Am 3. März 2022 erklärten Vertreter Russlands und der Ukraine, dass sie sich in Verhandlungen auf die Schaffung „humanitärer Korridore“ geeinigt hatten, um Zivilisten aus besonders umkämpften Kriegsgebieten herausholen zu können. Für den 5. März kündigte Russland daraufhin eine Feuerpause für die Städte Wolnowacha und Mariupol an, um es Zivilisten zu ermöglichen, diese Städte zu verlassen. Diese Korridore seien mit der ukrainischen Seite abgestimmt. Mehrere Versuche, Zivilisten über einen humanitären Korridor aus Mariupol nach Saporischschja zu evakuieren, wurden allerdings vom 5. März 2022 bis Stand 10. März abgebrochen, da die verabredete Feuerpause jeden Tag nicht eingehalten wurde.
Uneinigkeit gab es bei der Anlage der Fluchtrouten. So wollte Russland fast nur Fluchtrouten in sein eigenes Land und ins verbündete Belarus ermöglichen, die ukrainische Regierung lehnt dies jedoch ab, da laut der ukrainischen Seite kein ukrainischer Staatsbürger Interesse habe in Russland Schutz zu suchen. Am 10. März forderte Russland zudem Listen über die Personen und Fahrzeuge, die aus den Städten evakuiert würden.
Aus Städten und Dörfern im Gebiet Sumy sowie aus nordwestlichen Vororten von Kiew und aus Wuhledar wurden zahlreiche Menschen evakuiert. Derweil scheiterten mehrere Versuche, Menschen aus Mariupol zu evakuieren.
In den Tagen vor dem 15. März funktionierte die Teilevakuierung bei sieben von landesweit zehn Städten.
Am 25. März 2022 berichtete die Ombudsfrau für Menschenrechte des ukrainischen Parlaments, Ljudmyla Denissowa, dass 402.000 Zivilpersonen, darunter 84.000 Kinder, gegen ihren Willen nach Russland verschleppt worden seien. Russland berichtete ähnliche Zahlen, erklärte aber, dass die Menschen freiwillig nach Russland gereist seien.
Anfang April 2022 befinden sich nach ukrainischen Angaben etwa 160.000 Zivilisten in Mariupol, nachdem weitere Evakuierungsversuche scheiterten. Westliche Medien bezeichnen die humanitäre Situation dort als „verheerend“; die Menschen hätten kaum Zugang zu Wasser, Lebensmitteln und Strom. Fluchtwege, die die russische Armee hätte öffnen wollen, waren am 1. April nach Angaben der Stadtverwaltung noch geschlossen. In der Nacht zum 2. April 2022 konnten nach Angaben des ukrainischen Präsidenten 3.000 Menschen aus Mariupol flüchten bzw. gerettet werden, obwohl dort keine organisierten Fluchtkorridore bestünden. Humanitäre Korridore gebe es in drei Regionen: in Donezk, Luhansk und Saporischschja. Nach Angaben von Behördenvertretern und Geflohenen waren viele Menschen zunächst in die von der russischen Armee besetzte Stadt Berdiansk gelangt und dort von einem Konvoi abgeholt worden. Nachdem am 1. April eine von beiden Seiten genehmigte Evakuierung durch einen Konvoi des Roten Kreuzes mit 54 ukrainischen Bussen und Privatfahrzeugen scheiterte, wurde für den folgenden Tag erneut ein Konvoi geplant.
Für den 20. April 2022 wurde ein humanitärer Korridor für Frauen, Kinder und ältere Menschen vereinbart, die mittels einer Fahrzeugkolonne aus Mariupol über Berdjansk nach Saporischschja gebracht werden sollen. Medien berichteten tags darauf, dass 80 Zivilisten in einem kleinen Konvoi aus Mariupol herausgebracht worden. Nach Angaben des Bürgermeisters von Mariupol, Wadym Bojtschenko, harrten tags darauf noch immer mehr als 100.000 Menschen in Mariupol aus. Von ukrainischer Seite wurde verlautet, der Korridor habe „nicht so funktioniert wie geplant“. (Zum weiteren Verlauf siehe: Belagerung von Mariupol.)

## Flüchtlingshilfe
Die Ukrainische Staatsbahn, Ukrsalisnyzja / Укрзалізниця (UZ / УЗ), hat zu Beginn des Russisch-Ukrainischen Kriegs die Pflicht für Reisende, eine Fahrkarte zu besitzen, aufgehoben, um Flüchtlingen die Fahrt aus den Gefahrenzonen zu erleichtern. Diese Befreiung von der Fahrkartenpflicht wurde Ende März 2022 wieder aufgehoben.
Zahlreiche Eisenbahnen in Europa hatten Sonderregelungen getroffen, um den Flüchtenden die unentgeltliche Fahrt zu ermöglichen:
- Deutschland
  - Deutsche Bahn (DB): Seit 1. März 2022 Sonderfahrkarte helpukraine zum Nutzen ihres gesamten Nah- und Fernverkehrs.[Anm. 1] Die Fahrkarte wird auch in Zügen nach Dänemark, Belgien. Frankreich (ICE, TGV, Thalys), Polen, Tschechien, Österreich, Luxemburg, in die Niederlande, die Schweiz und nach Italien über den Brenner anerkannt.
  - Der Verband Deutscher Verkehrsunternehmen (VDV) gab am 1. März 2022 alle öffentlichen Verkehrsmittel zur unentgeltlichen Nutzung frei.
- Österreich: Der öffentliche Verkehr wurde für die Inhaber eines ukrainischen Passes unentgeltlich freigegeben.
- Polen: Polnische Eisenbahn (PKP)
- Schweiz: Die Alliance Swisspass gab die Nutzung des öffentlichen Verkehrs für Inhaber eines ukrainischen Passes vom 21. März bis 31. Mai 2022 unentgeltlich frei.[33]
- Slowakei: Slowakische Eisenbahn (ZSSK)
- Tschechien: Tschechische Eisenbahn (ČD)

## Situation in einzelnen Ländern

### Europäische Union
Ukrainer können durch das Assoziierungsabkommen von 2014 für 90 Tage ohne Visum in die EU einreisen. Allerdings benötigen sie einen biometrischen Pass. Dieser wurde jedoch erst 2015 in der Ukraine eingeführt, wodurch erst 19 der 44 Millionen Ukrainer solch einen besitzen. In der Praxis wird Ukrainern daher meist auch mit anderen Identifikationsdokumenten die Einreise gewährt.
Am 4. März 2022 aktivierte die Europäische Union erstmals den Mechanismus der Richtlinie für den Fall eines „Massenzustroms“. Dadurch erhalten alle geflüchteten Ukrainer nach einer entsprechenden Meldung vor Ort automatisch für drei Jahre einen Aufenthaltsstatus und eine Arbeitserlaubnis in der EU. Darüber hinaus wird ihnen damit der Zugang zu Sozialhilfe und medizinischer Versorgung, Bildung für Minderjährige und unter bestimmten Bedingungen außerdem die Möglichkeit zur Familienzusammenführung gewährt. Die EU-Kommission mobilisierte zudem 90 Millionen Euro an Hilfsgeldern für die Versorgung von Flüchtlingen. EU-Innenkommissarin Ylva Johansson nannte dies eine „historische Entscheidung“.
Ende Februar bat die Europäische Kommission die Mitgliedstaaten außerdem, die Einreise mitreisender Heimtiere der Flüchtenden zu erleichtern.

### Deutschland
Laut Bundesinnenministerium sind (Stand November 2022) 1.027.789 Kriegsflüchtlinge aus der Ukraine in Deutschland registriert.
Das sind 13 Prozent der rund 7,9 Millionen Menschen, die laut UNHCR-Schätzung vom 22. November seit dem 24. Februar aus der Ukraine ins Ausland geflüchtet sind.

#### Hilfe bei der Flucht

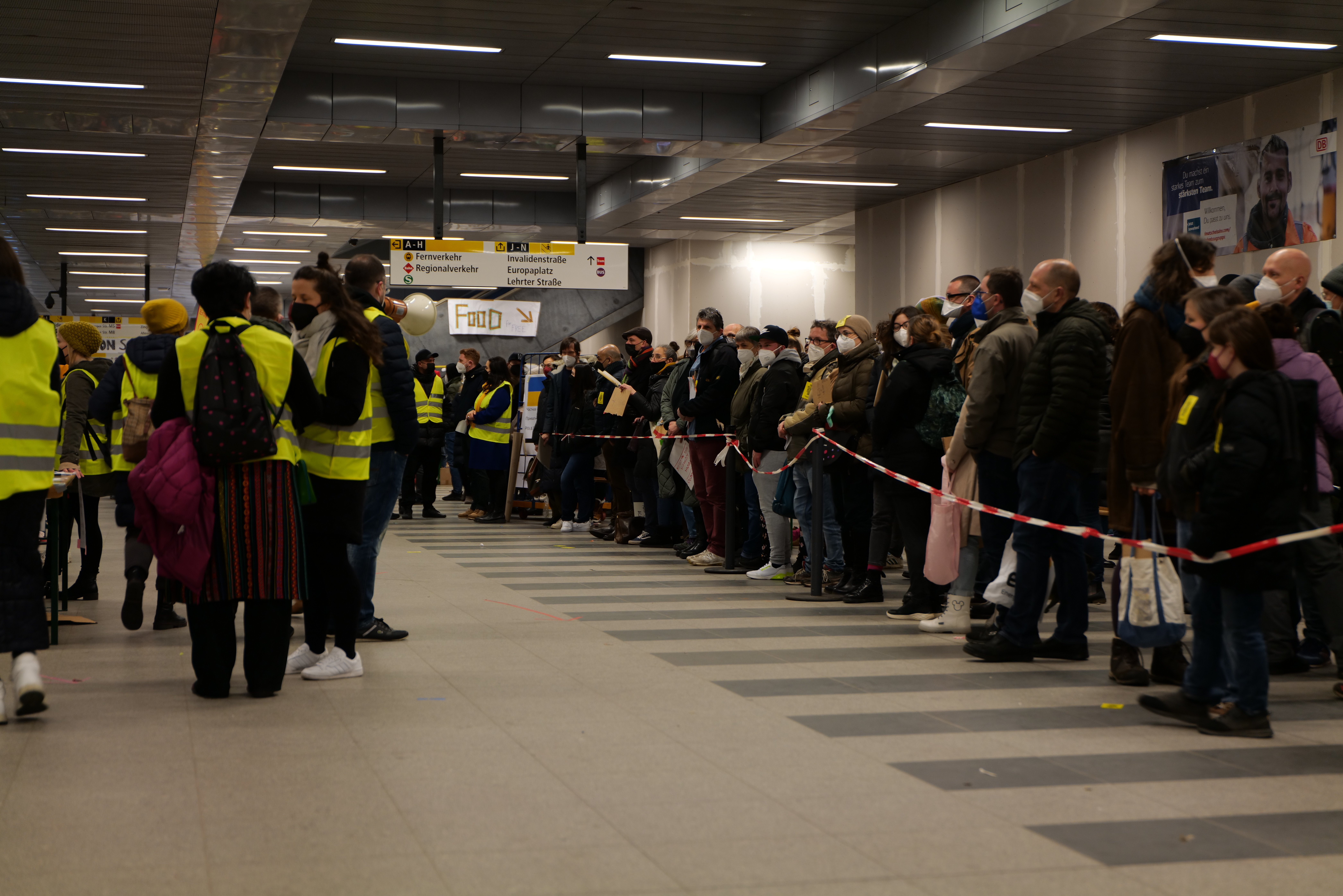
Empfang von Flüchtlingen am Berliner Hauptbahnhof. Viele Berliner boten dort freiwillig einen Schlafplatz in ihrer Wohnung an.

Im Schengen-Raum finden keine Kontrollen an den Binnengrenzen statt. Es ist deshalb ungewiss, wie viele Flüchtlinge nach Deutschland kamen. In Brandenburg trafen am 25. Februar 2022 die ersten Flüchtlinge aus der Ukraine ein. Viele Bundesländer haben ihre Hilfe zugesagt. Mecklenburg-Vorpommern hat entschieden, die Rückführung ausreisepflichtiger Menschen in die Ukraine zu stoppen.
Die Deutsche Bahn und andere Verkehrsunternehmen des ÖPNV gewährten Flüchtlingen mit ukrainischem Pass oder Personalausweis von Ende Februar bis Ende Mai 2022 kostenlose Bahnfahrten in Deutschland (siehe Deutschlandtarif).
Zur kostenlosen Fahrt mit der Eisenbahn diente die Sonderfahrkarte helpukraine, die im gesamten Nah- und Fernverkehr gilt. Die Fahrkarte wird auch in Zügen nach Dänemark, Belgien, Frankreich (ICE, TGV, Thalys), Polen Tschechien, Österreich, Luxemburg, in die Niederlande, die Schweiz und nach Italien über den Brenner anerkannt. Seit dem 1. März 2022 ist auf Initiative des Verbands Deutscher Verkehrsunternehmen die Nutzung aller Busse und Bahnen des öffentlichen Personennahverkehrs für geflüchtete Ukrainer bis auf Widerruf kostenlos.
Die Deutsche Bahn ließ ab dem 3. März 2022 zwei Doppelstock-IC-Züge zwischen Frankfurt (Oder) und Berlin Hauptbahnhof pendeln, ein Angebot, das nach einigen Tagen auf einen Zug reduziert und nach etwa drei Wochen wieder eingestellt wurde. Außerdem verkehrten mehrmals wöchentlich Sonderzüge von Krakau über Berlin nach Bahnhof Hannover Messe/Laatzen, wo in den benachbarten Messehallen ein Verteilzentrum eingerichtet wurde. Auch Züge der RDC und der Centralbahn AG verkehrten im Auftrag der Bundesregierung von Frankfurt (Oder) nach dort. Es gab diverse Sonderzüge aus Polen und von der deutsch-polnischen Grenze ins Innere Deutschlands, etwa nach München und nach Leipzig.
Laut Bundesinnenministerium wurden bis zum Mittag des 6. März 2022 37.786 Kriegsflüchtlinge aus der Ukraine in Deutschland registriert. Bis zum 11. März waren es laut Bundespolizei knapp 110.000, die nach Deutschland gekommen sind. An diesem Tag einigten sich Bundesinnenministerin, Landesinnenminister und Vertreter der Kommunen darauf, dass Flüchtlinge (die nicht privat unterkommen) nach dem Königsteiner Schlüssel auf die Länder verteilt werden. Die Geflüchteten unterliegen einer Wohnsitzauflage.
Am 8. März 2022 wurde die Ukraine-Aufenthalts-Übergangsverordnung (UkraineAufenthÜV) erlassen, die die Einreise und den Aufenthalt von Ukrainern und Drittstaatsangehörigen vorübergehend legalisierte, die sich zu Beginn des russischen Angriffs am 24. Februar 2022 berechtigt in der Ukraine aufgehalten hatten. Die Regelungen der Verordnung wurden mehrmals verlängert; die Ukraine-Aufenthaltserlaubnis-Fortgeltungsverordnung (1. UkraineAufenthÄndFGV) hat die Aufenthaltsberechtigung von Menschen mit ukrainischer Staatsangehörigkeit bis zum 4. März 2026 verlängert, nicht aber für Staatenlosen und Staatsangehörigen anderer Drittstaaten als der Ukraine, die aus der Ukraine nach Deutschland geflüchtet sind und in der Ukraine kein unbefristetes ukrainisches Aufenthaltsrecht hatten.

#### Integration
Die Kultusministerkonferenz (KMK) erklärte sich am 10./11. März in ihrer Lübecker Erklärung für die Sicherstellung einer Beschulung verantwortlich und bekundete die Absicht, geflüchteten ukrainischen Lehrkräften eine Beschäftigung an Schulen bzw. eine Weiterbildung zu ermöglichen. Gegenüber der KMK äußerte sich die ukrainische Generalkonsulin Iryna Tybinka kritisch zu einer Integration von Schulkindern in Willkommensklassen. Sie wies darauf hin, dass in der Ukraine für die 5. bis 11. Schuljahrgänge infolge der Coronapandemie eine Online-Schule zur Verfügung steht und dass alle Schulbücher in allen Schulfächern in digitaler Form öffentlich zugänglich seien. Am 18. März 2022 nahm eine KMK-Taskforce die Arbeit auf, die die Aufnahme ukrainischer Kinder und Jugendlicher an Schulen bundesländerübergreifend koordinieren soll. Lehrergewerkschaften forderten Ende Mai eine bessere Vorbereitung der Schulen auf eine Integration ukrainischer Kinder und Jugendlicher in die Regelschulen.
Für Geflüchtete, insbesondere Kinder, gibt es zudem verschiedene Medienangebote. Zum Beispiel wird seit dem 18. März 2022 die Sendung mit der Maus auf Ukrainisch ausgestrahlt. In der ARD-Mediathek wurde eine eigene Unterseite mit ins Ukrainische übersetzten Kindersendungen wie Unser Sandmännchen oder Shaun das Schaf geschaffen. Auch werden vermehrt Lernvideos zum Erlernen der deutschen Sprache bereitgestellt. Die Jugendmigrationsdienste stellen auf ihrer Webseite ebenfalls eine eigene Unterseite bereit. Die Bundesregierung stellte die App Germany4Ukraine zur Verfügung, mit Informationen zu Einreise, Registrierung, Unterbringung, Gesundheit, sozialer Unterstützung und Optionen für verschiedene Phasen des Aufenthalts. Über Germany4Ukraine können sich Betroffene auch elektronisch registrieren, wobei dies nicht die biometrische Registrierung ersetzt. Der Vereine Neue deutsche Medienmacher*innen ergänzte seine Informationsplattform Handbook Germany um eine Sonder-Seite „Ukraine“ in ukrainischer, russischer, englischer und deutscher Sprache.
Nach Angaben des Bundesinnenministeriums waren Anfang April rund 300.000 Menschen in Deutschland angekommen, überwiegend Frauen, Kinder und alte Menschen.
Anfang Mai waren laut Ausländerzentralregister über 600.000 Menschen registriert. Etwa 40 Prozent von ihnen (also etwa 240.000) sind Kinder und Jugendliche unter 18 Jahre. Unklar ist, wie viele von ihnen nach der Registrierung in Deutschland in ein anderes Land weitergereist sind oder wieder in ihre Heimat zurückgekehrt sind.
Aus der Ukraine Geflüchtete erhielten zunächst Leistungen nach dem Asylbewerberleistungsgesetz, ohne Asylbewerber zu sein. Seit dem 1. Juni 2022 erhalten sie aufgrund eines Bund-Länder-Beschlusses reguläre Sozialleistungen nach dem Sozialgesetzbuch II oder XII unter der Zuständigkeit des Jobcenters; hinzu kommen ggf. Kindergeld und andere Familienleistungen. Voraussetzung ist die zweifelsfreie Identitätsfeststellung, die Speicherung der Daten im Ausländerzentralregister sowie die Ausstellung einer Fiktionsbescheinigung als Nachweis für das Bestehen eines vorläufigen Aufenthaltsrechts. Die Teilnahme an Integrationskursen ist auf Antrag möglich; für Kinder und Jugendliche gilt die Schulpflicht.
Laut Kultusministerkonferenz waren Ende Juni 2022 146.321 geflüchtete Kinder und Jugendliche an Schulen in Deutschland angemeldet (2.263 mehr als in der Vorwoche), davon 26.976 in Bayern, 24.662 in Nordrhein-Westfalen und 19.198 in Baden-Württemberg.
Neben der Zuständigkeit des Jobcenters für soziale Unterstützung, Arbeitsvermittlung, Unterstützung bei der Kinderbetreuung und psychosoziale Angebote spielen informelle Netzwerke für die Integration eine wichtige Rolle, zumal viele dorthin ziehen, wo sie bereits Kontakte haben.

#### Tadschikische Terrorverdächtige in Nordrhein-Westfalen
Bereits 2022 leitete ein niederländischer Geheimdienst Hinweise auf eine islamistische Terrorzelle unter Ukraine-Flüchtlingen an deutsche Behörden weiter. Im Sommer 2023 wurde die Gruppe von der Polizei zerschlagen. Die Männer und ihr Anführer aus Tadschikistan hatten sich offenbar mit falschen Pässen als Flüchtlinge oder auch als Studenten der Universität Kiew ausgegeben und sich so in der Folge der Fluchtbewegungen nach dem Russischen Überfall auf die Ukraine 2022 Zugang nach Deutschland verschafft, wo sie in Nordrhein-Westfalen als Geflüchtete lebten und offenbar Anschläge vorbereiteten.

### Österreich
Der österreichische Innenminister Gerhard Karner und der Bundeskanzler Karl Nehammer teilten mit, dass Österreich Flüchtlinge aus der Ukraine aufnehmen möchte. Alle Flüchtlinge dürften sich dann für 90 Tage in Österreich aufhalten. Ukrainische Staatsbürger und ihre nahen Familienangehörigen, die wegen des russischen Überfalls die Ukraine verlassen haben, haben vorerst bis 3. März 2023 ein Aufenthaltsrecht in Österreich; nunmehr bis 4. März 2024. Im Juni 2023 wurde bekannt, „dass Flüchtlinge aus der Ukraine in Österreich in die Armut abzurutschen drohen“. „Das Armutsrisiko werde aktuell dadurch verschärft, dass Geflüchtete aus der Ukraine im Grundversorgungssystem sind, das eigentlich für Asylsuchende und für eine kurze Verweildauer konzipiert ist.“
„Österreichs Strafgerichte würden auch bei einem Auslieferungsantrag aus der Ukraine Wehrpflichtige nicht an ihr Heimatland ausliefern.“ (Justizministerium auf APA-Anfrage) Es gehe dabei um jene Männer, die nach dem Angriff Russlands auf die Ukraine nach Österreich geflüchtet sind, in ihrem Land jedoch wehrpflichtig wären.

### Schweiz
In der Schweiz ist seit dem 12. März 2022 für Flüchtende aus der Ukraine der „Status S“ in Kraft, der nach den Jugoslawienkriegen geschaffen wurde. Damit erhalten Kriegsvertriebene Schutz in der Schweiz, ohne ein ordentliches Asylverfahren durchlaufen zu müssen. Sie erhalten ein Aufenthaltsrecht; dieses ist ein Jahr gültig und kann verlängert werden. Der Status ist jedoch nicht auf Verbleib und Integration, sondern auf Rückkehr ins Heimatland ausgerichtet.
Mit dem Aufenthaltsrecht verbunden sind Hilfe bei Unterkunft, Verpflegung und Krankenversicherung sowie Schulunterricht für Kinder. Abweichend von gesetzlich vorgesehenen Regelungen wurde entschieden, dass die Geflüchteten ohne Wartefrist arbeiten können und auch Reisefreiheit im Schengen-Raum haben.
Die Schweizerische Flüchtlingshilfe organisiert die Unterbringung in den Bundesasylzentren und koordiniert auch private Unterkünfte für Flüchtlinge. Am 19. April waren die privaten Unterkünfte nicht ausgeschöpft.
Die SBB stellten den Österreichischen Bundesbahnen (ÖBB) eine Reihe von Personenwagen zur Verfügung, die es der ÖBB ermöglichen sollten, Wagen für Flüchtlings-Sonderzüge freizusetzen.
Das Staatssekretariat für Migration meldete am 30. April 2022, dass 44.366 Flüchtlinge aus der Ukraine registriert waren. Von ihnen hatten zu diesem Zeitpunkt 38.223 den Schutzstatus S erhalten.

### Belgien
Der belgische Staatssekretär für Asyl und Migration, Sammy Mahdi, erklärte am 25. Februar 2022, dass Belgien mit Polen und Ungarn solidarisch sei. Er forderte, Europa müsse die Aufnahme koordinieren. Zwei Tage später verkündete Entwicklungshilfeministerin Meryame Kitir, dass drei Millionen Euro für zusätzliche humanitäre Hilfe an die Ukraine bereitgestellt werden.

### Bulgarien
In Bulgarien, seit dem 1. Januar 2007 EU-Mitglied, halten sich (Stand Ende Mai 2022) etwa 90.000 geflohene Ukrainer auf. Weitere etwa 200.00 sind seit Kriegsbeginn via Bulgarien in ein anderes Land migriert.
Bulgarien hat viele der 90.000 Menschen in Hotels am Schwarzen Meer untergebracht, die bis zum Beginn der Urlaubssaison im Juni 2022 leerstanden. Die Regierung hat Ende Mai angekündigt, sie in Aufnahmezentren zu verlegen.

### Griechenland
Die griechische Regierung hat sich in den ersten Kriegswochen bemüht, die 100.000 griechischstämmigen Einwohner der Ukraine in und um Mariupol zu evakuieren (siehe auch Belagerung von Mariupol#März 2022).

### Liechtenstein
Mit Stand vom 28. April 2022 hatten 245 aus der Ukraine geflüchtete Personen ein Gesuch um Asyl oder um subsidiären Schutz in Liechtenstein eingereicht.

### Luxemburg
Das Außenministerium Luxemburgs begrüßt die europäischen Regelungen und hat eine „Erstaufnahmeeinrichtung“ in der Stadt Luxemburg eingerichtet.
Drei luxemburgische Fußballspieler haben die Ukraine auf der Flucht vor dem Krieg verlassen: Enes Mahmutovic, Vincent und Olivier Thill.

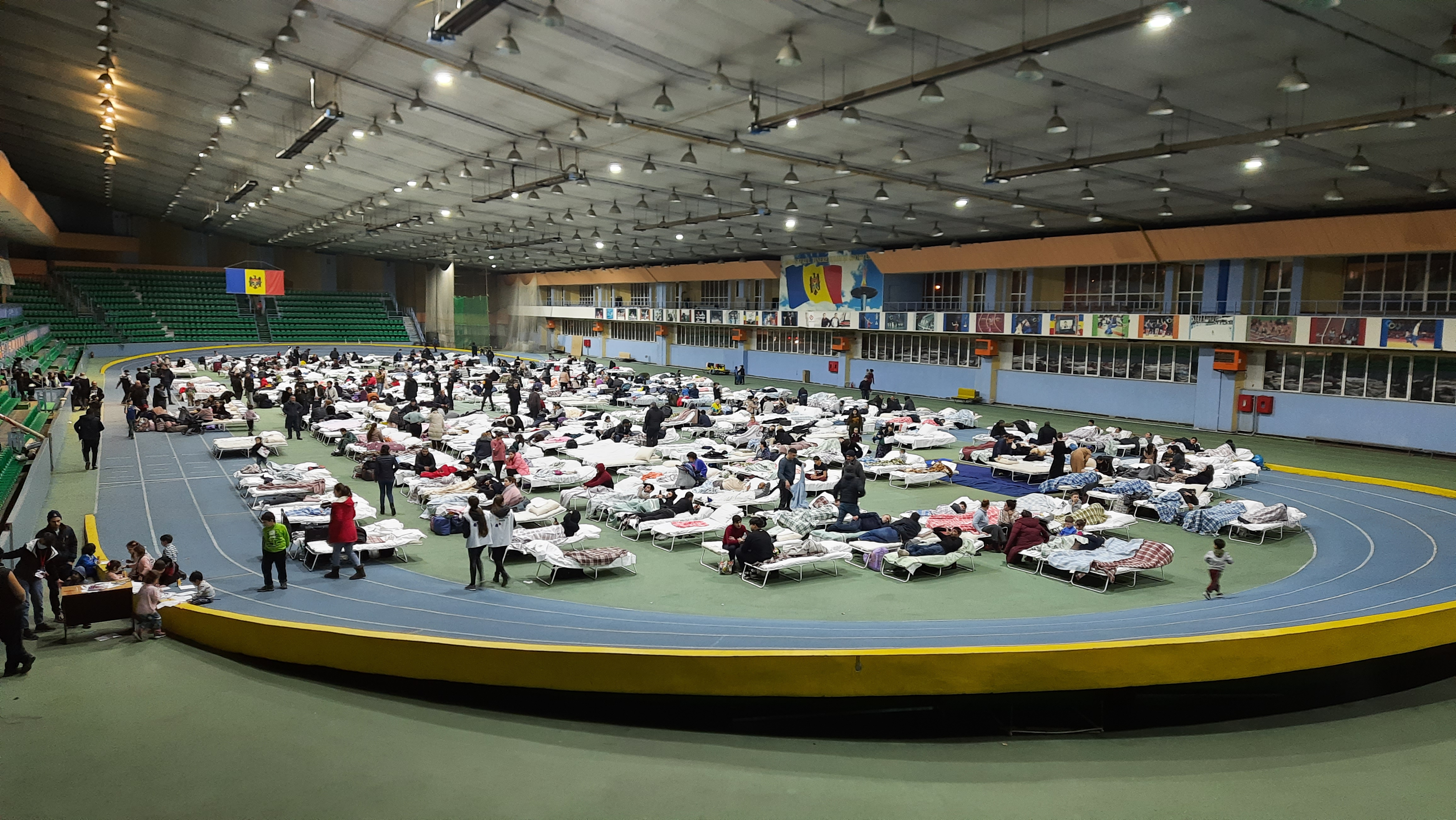
Eines der moldawischen Flüchtlingscamps in Chișinău

### Moldau
Moldau und die Ukraine haben eine 955 km lange Landgrenze mit über 50 Grenzübergängen. Moldau hat nur 2,7 Millionen Einwohner und ist ähnlich groß wie NRW. Es hat nach Angaben der Regierung, gemessen an der eigenen Bevölkerungszahl, mehr Geflüchtete aus der Ukraine aufgenommen als jeder andere Staat.
Viele fahren mit dem Auto in die Republik Moldau, zeitweise bildeten sich lange Schlangen.
Ministerpräsidentin Natalia Gavrilița sagte bei einem Treffen mit US-Außenminister Antony Blinken am Morgen des 6. März, mehr als 230.000 Ukrainer seien bereits eingetroffen; von ihnen seien etwa 120.000 in Moldau geblieben.
Stand 10. Mai 2022 hat Moldau etwa 450.000 Flüchtlinge aufgenommen. UN-Generalsekretär António Guterres hat Moldau besucht und dies gewürdigt.

### Niederlande
Der Staatssekretär für Migration, Eric van der Burg, meinte am 27. Februar, man habe immer das Prinzip betont, dass Flüchtlinge möglichst in der eigenen Region aufgenommen werden sollen. „Jetzt ist Europa die Region.“ Bis dato waren weniger als 50 Flüchtlinge aus der Ukraine in die Niederlande gekommen. Am 9. März 2022 gab es in den Niederlanden 2.300 registrierte Flüchtlinge aus der Ukraine.

### Polen

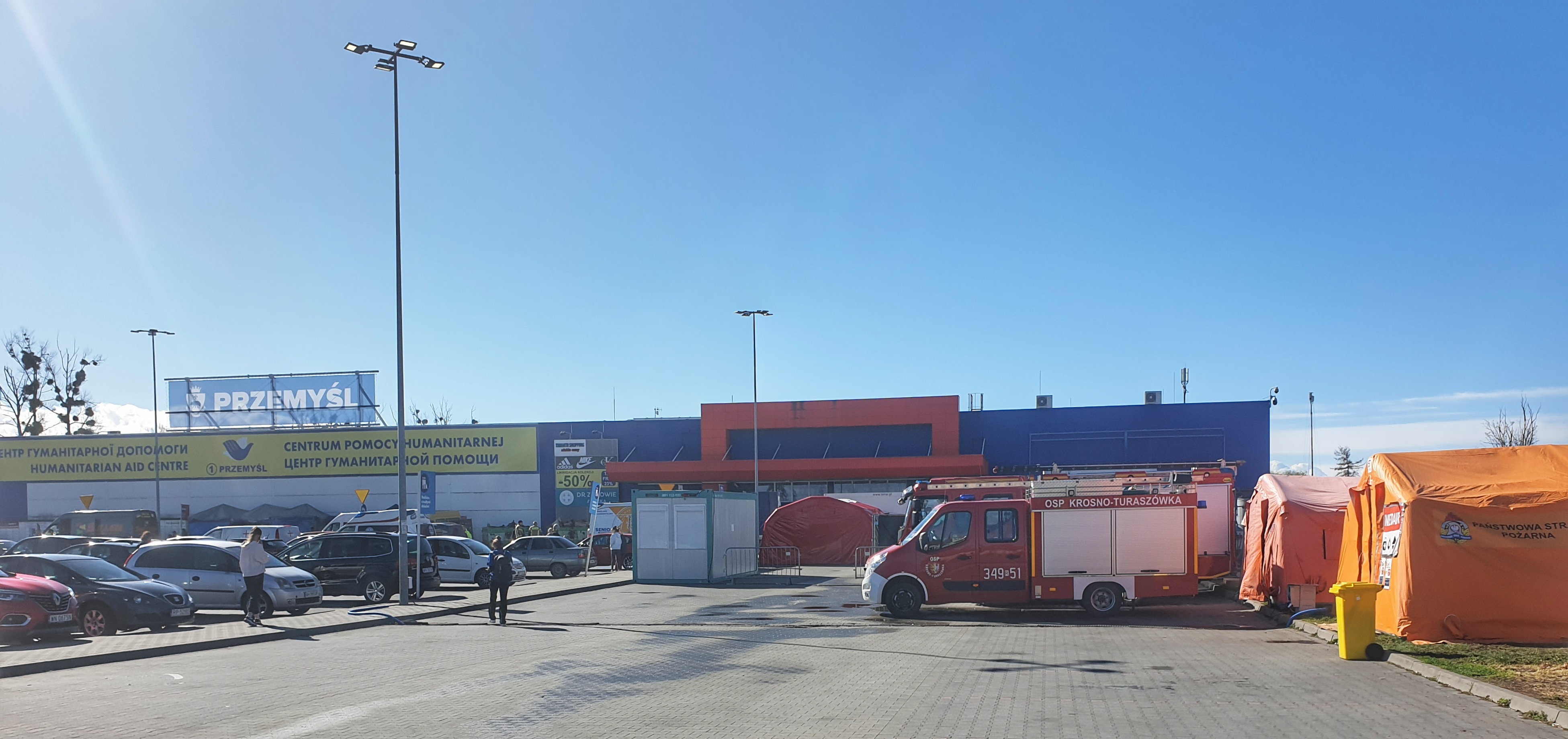
Durchgangslager für Flüchtlinge in einem ehemaligen Supermarkt in Przemyśl

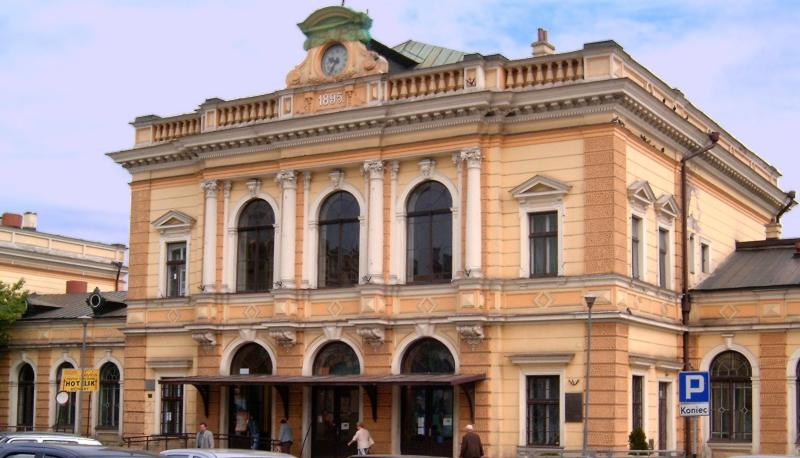
Hauptbahnhof Przemyśl

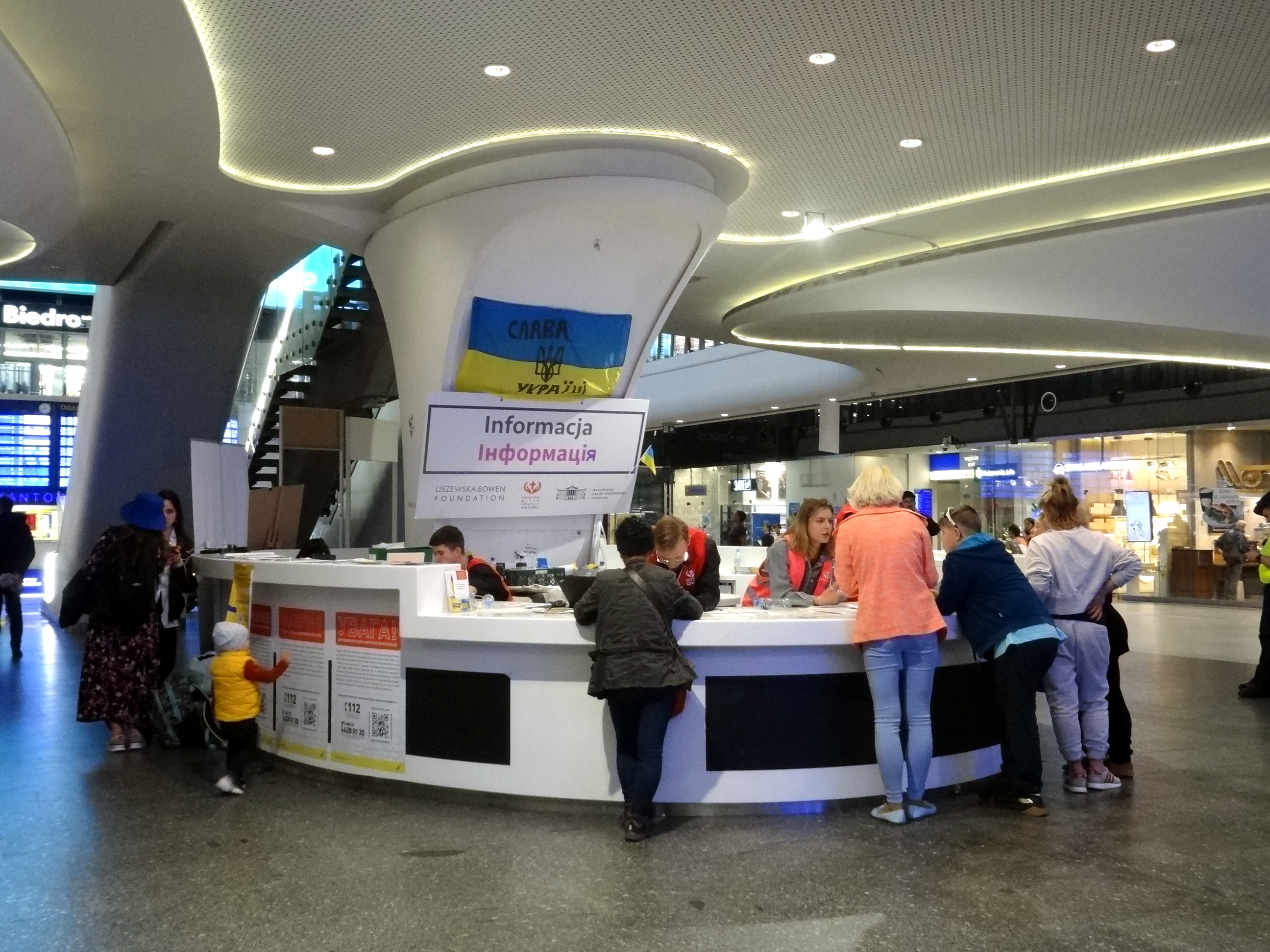
Auskunft für ukrainische Flüchtlinge auf dem Zentralbahnhof in Warschau, Maj 2022

Die polnische Regierung (Morawiecki II) forderte am 15. Februar 2022 die Gemeinden auf, sich auf bis zu eine Million vor einem Angriff Russlands fliehende Menschen vorzubereiten.
Zum 27. Februar wurde gemeldet, dass mehr als 280.000 Flüchtlinge nach Polen gekommen seien. Nichteuropäische Studenten an ukrainischen Universitäten beklagten, sie seien an der Grenze „rassistisch ungleich“ behandelt worden. Unabhängige Beobachter und Amnesty International konnten derlei Vorfälle jedoch nicht bestätigen.
Am 5. März 2022 reisten 129.000 Menschen ein, so viele wie bis dato nie an einem Tag. Busse pendelten in die nahe gelegene Stadt Przemysl. Am 16. März waren in Polen fast 1,9 Millionen Ukrainer eingereist.
Für die mit der Eisenbahn Flüchtenden waren die wichtigsten Grenzbahnhöfe Przemyśl an der Bahnstrecke von Lwiw und Dohorusk/Chełm an der Bahnstrecke Kiew–Kowel–Jahodyn–Chełm. Nur ein kleiner Teil der Flüchtlinge wollte über Polen hinaus fliehen. Für diese verstärkte die polnische Eisenbahn, PKP, die planmäßigen Eurocity-Züge zwischen Chełm und Berlin von sechs bis auf elf Wagen und führte zusätzlich Sonderzüge bis Frankfurt (Oder). Für die Flüchtlinge war die Fahrt mit der Eisenbahn zunächst kostenfrei. Das wurde zum 1. Juli 2022 beendet.

### Rumänien
Rumänien hat eine 601 km lange gemeinsame Grenze mit dem südwestlichen Teil der Ukraine, teils in den Waldkarpaten.
Der rumänische Verteidigungsminister Vasile Dîncu sagte am 22. Februar 2022, Rumänien könne im Notfall 500.000 Flüchtlinge aufnehmen.
Um Flüchtlingen den Weg nach Rumänien zu erleichtern und Hilfsgüter einfacher in die Ukraine transportieren zu können, ertüchtigte die Rumänische Eisenbahn die Bahnstrecke Crasna–Fălciu (Rumänien)–Prut (Republik Moldau) wieder für den grenzüberschreitenden Verkehr nahm sie und Mitte März 2022 in Betrieb.

### Russland
Russland bot bei Kriegsbeginn aus der Ukraine nach Russland Geflohenen angeblich an, Asyl oder die russische Staatsbürgerschaft zu beantragen.
Laut UNHCR flüchteten vom 24. Februar 2022 bis etwa April 2024 rund 1,2 Millionen Menschen aus der Ukraine nach Russland.
Westliche Medien berichteten Mite 2022 von teils zwangsweiser Übersiedlung; die russische Regierung widersprach dem.

### Slowakei
Die Slowakei hat eine 97 km lange gemeinsame Grenze mit dem westlichsten Teil der Ukraine (Oblast Transkarpatien) mit drei Grenzübergängen in Ubľa, Vyšné Nemecké und Veľké Slemence (letzterer ausschließlich für Fußgänger) und einem Eisenbahngrenzübergang bei Čierna nad Tisou. Seit dem Samstag, dem 26. Februar 2022 um 6 Uhr zählten die slowakische Polizei an den drei Grenzübergängen zur Ukraine 12.400 Flüchtlinge. Die Reisepässe wurden nicht verlangt, jeder an den drei Grenzübergängen darf einreisen. Etwa die Hälfte kamen über Vyšné Nemecké. Einen Tag später warten am Nachmittag ca. 900 Fahrzeuge, neun Busse und rund 1.000 Fußgänger. Die Wartezeit beträgt bis zu zehn Stunden.
Zum 2. August 2022 ließen sich laut UNHCR ca. 87.000 Flüchtlinge in der Slowakei nieder und es wurden 648.512 Grenzübertritte in die Slowakei erfasst.

### Tschechien
Die tschechische Eisenbahn, ČD, schickte bereits am 25. Februar 2022 zwei Züge zum polnisch-ukrainischen Grenzbahnhof Przemyśl, von denen einer mit Flüchtlingen zurückkehrte und der andere der polnischen Eisenbahn für Flüchtlingstransporte zur Verfügung gestellt wurde. Dem folgte am 2. März 2022 ein weiterer Zug und die planmäßigen Züge zwischen Polen und Tschechien wurden um zusätzliche Wagen verstärkt. Sonderzüge verkehrten auch zwischen dem slowakisch-ukrainischen Eisenbahn-Grenzübergang Tschop und endeten in Tschechien meistens in Prag. Weiter verkehrten seit dem 1. März 2022 Züge des tschechischen Eisenbahnverkehrsunternehmens Regiojet täglich zwischen Przemyśl und Prag.
Tschechien, ein Land mit 10,7 Millionen Einwohnern, hat (Stand 20. März 2022) rund 270.000 Kriegsflüchtlinge aus der Ukraine aufgenommen. Innenminister Vít Rakušan sagte an diesem Tag (einen Tag vor einem Treffen der EU-Außenminister), Tschechien sei an der Grenze seiner Kapazität.

### Ungarn
Ungarn und die Ukraine haben eine etwa 137 km lange gemeinsame Grenze.
Am 27. Februar 2022 richtete Hungarian Interchurch Aid, ein Mitglied von „Action by Churches Together“
(ACT) am ungarisch-ukrainischen Grenzübergang in Beregsurány (Ungarn) im Ort Asztély (Ukraine) einen 24-Stunden-Flüchtlingshilfsstützpunkt ein.
Vom 24. Februar bis zum 1. März 2022 kamen etwa 105.000 Menschen aus der Ukraine in Ungarn an und etwa 21.000 Ukrainer kehrten über Ungarn in die Ukraine zurück. Da es keine Grenzkontrollen zwischen den Schengen-Ländern gibt, weiß Ungarn nicht, wie viele Menschen in andere Schengen-Länder weitergereist sind.
Bis zum 6. März 2022 waren etwa 169.100 Menschen eingereist. Die Nachrichtensendung heute berichtete am gleichen Abend über Schikanen (einbehaltene Pässe von Menschen, die keinen biometrischen Pass haben etc.).

### Vereinigtes Königreich
Das Vereinigte Königreich bietet konsularische Dienste am polnisch-ukrainischen Grenzübergang an, nicht jedoch im französischen Calais, von wo es mit dem Eurotunnel eine direkte Verbindung zum Vereinigten Königreich gibt.
Frankreichs Innenminister Gérald Darmanin schrieb am 5. März 2022 einen Brief an seine britische Kollegin Priti Patel: in den vergangenen Tagen seien 400 ukrainische Flüchtlinge an Grenzposten in Calais vorstellig geworden, um zu Angehörigen in Großbritannien weiterzureisen. 150 von ihnen seien aufgefordert worden, nach Paris oder Brüssel zu fahren, um in den dortigen britischen Konsulaten Visa für das Vereinigte Königreich zu beantragen.
Dies sei »komplett unangemessenen«. Es sei unerlässlich, dass die konsularische Vertretung des VK – ausnahmsweise und für die Dauer dieser Krise – Visa für die Familienzusammenführung vor Ort in Calais ausstelle. Es sei nicht nachvollziehbar, dass das VK in der Lage sei, solche Dienste an der polnisch-ukrainischen Grenze anzubieten, nicht aber in seinem direkten Nachbarland Frankreich.
Bis zum 6. März 2022 hatte Großbritannien insgesamt 50 Visa an Ukrainer ausgestellt, die vor dem Krieg flüchteten; 17 Tage nach Kriegsbeginn waren es etwa 1.000. Bettina Schulz schrieb am 11. März in der Zeit, dass die britische Regierung mit bürokratischen Winkelzügen verhindere, dass viele Geflüchtete aus der Ukraine kommen können.
Am 8. März wurde Richard Harrington zum Minister for Refugees ernannt. Am Abend des 11. März 2022 kündigte der Minister für Wohnungswesen, Gemeinden und Kommunalverwaltung Michael Gove einen Plan an, dem zufolge Ukrainer für drei Jahre aufgenommen werden können, sofern britische Sponsoren ihnen für mindestens sechs Monate eine kostenlose Unterkunft zur Verfügung stellen. Jeder Sponsor solle hierfür ein „Dankeschön“ in Höhe von insgesamt 350 Pfund monatlich erhalten. Der Leiter der Flüchtlingshilfeorganisation Refugee Council merkte an, der Erfolg eines solchen Programms hänge davon ab, dass man den Sponsoren fachkundige Unterstützung zukommen lasse. Harrington sprach von einer „Privatisierung“ des britischen Resettlement-Programms, was wiederum zu Kritik Anlass gab. Ein Sponsor darf mehrere Personen sponsern, wobei die Zahl der Personen, die mit diesem Homes for Ukraine-Programm aufgenommen werden dürfen, nicht begrenzt ist. Sponsoren müssen ihren einen Wohnsitz im Vereinigten Königreich haben und ein Zimmer mit Küchen- und Badbenutzung zur Verfügung stellen. Unbegleitete Minderjährige sind vom Homes for Ukraine-Programm ausgeschlossen. Anfang April wurde ein zentrales Vermittlungsprogramm der Organisation Reset eingeführt; viele Vermittlungen sind aber durch parallele Kanäle über soziale Medien zustande gekommen. Nach Berichten über anzügliche Angebote forderte der UNHCR das Vereinigte Königreich im April 2022 dazu auf, angesichts der Gefahr sexueller Ausbeutung stärkere Sicherheitsvorkehrungen zu treffen und Frauen aus der Ukraine (ggf. mit mitreisenden Kindern) grundsätzlich nicht mehr mit männlichen Singles zu verknüpfen.
Anders als die EU-Länder will die Regierung Johnson II selbst bei Minderjährigen nicht auf die Visum-Pflicht verzichten – obwohl die meisten Flüchtlinge einen biometrischen Pass haben.

### Israel
Einige Wochen vor dem russischen Überfall auf die Ukraine 2022 hatte sich Israel auf eine große Zahl ukrainischer Flüchtlinge vorbereitet. Am Samstag, dem 19. Februar 2022, landete ein Sonderflugzeug mit ca. hundert Menschen am Flughafen Ben Gurion in Tel Aviv. Die israelische Regierung hatte sich am Donnerstagmorgen, dem 24. Februar 2022 in einer Notfallsitzung beraten, wie humanitäre Hilfe und Evakuierungen über den Landweg erfolgen könnten, nachdem der Luftraum über der Ukraine geschlossen wurde. Außerdem nimmt Israel jüdische Flüchtlinge auf.
Die israelische Regierung verkündete Mitte März 2022 eine Obergrenze von 5000 Personen für nicht-jüdische Kriegsflüchtlinge aus der Ukraine.
Die Aliyah-Abteilung der Organisation International Fellowship of Christians and Jews (IFCJ) hat Charterflüge von der Republik Moldau nach Israel organisiert – dies vor allem für jüdische Ukrainer, die als Juden in Israel einwandern wollen. Bisher schickten sie (Stand: 18. April 2022) 2500 Immigranten nach Israel.

### Vereinigte Staaten
US-Behörden berichten, dass in den Monaten bis einschließlich Januar 2022 die Zahl russischer und ukrainischer Menschen, die über Mexiko einreisen und nach Überqueren der Grenze in den Vereinigten Staaten um Asyl bitten, deutlich zugenommen habe. Am 3. März 2022 erklärte die US-Regierung, sie werde Ukrainern, die sich bereits am 1. März 2022 in den USA befanden, temporären Schutz und Arbeitserlaubnisse gewähren. Die Regierung rechnet mit mehr als 75.000 Anspruchsberechtigten.

## Digitale Plattformen
Seit März 2022 gibt es eine wachsende Anzahl spezifischer digitaler Plattformen von Kommunen sowie karitativen und kommerziellen Anbietern, um vor allem im Bereich der Wohnungssuche und der Jobvermittlung Angebot und Nachfrage zusammenzuführen. Entsprechende Jobbörsen heißen zum Beispiel Jobs for Ukraine, UA Talents oder JobAidUkraine. Bestehende Plattformen zur Jobvermittlungen haben Sprachversionen in ukrainischer und russischer Sprache ergänzt.

## Fragen der Gleichbehandlung
Kontroversen entstanden um die Zulassung von Flüchtlingen ohne ukrainische Staatsbürgerschaft. Dabei handelt es sich unter anderem um Studenten aus afrikanischen Ländern. Dominic Johnson schrieb am 1. März 2022 in der taz, dass Europa mit zweierlei Maß messe. Die Flüchtlinge aus der Ukraine würden weitaus großzügiger aufgenommen werden als die Flüchtlinge aus Syrien im Jahr 2015. Die taz berichtete von bis zu 12.000 nigerianischen Studenten in der Ukraine. Es heiße an den Grenzübergangsstellen immer wieder, dass Afrikaner nicht durchgelassen werden. Die taz erwähnt diesbezügliche Tweets, schreibt aber auch, dass es schwierig sei, die dazu gehörigen Videos zu überprüfen.
Der polnische Grenzschutz hingegen sagte, er helfe allen Menschen, die aus der Ukraine fliehen. Die Nationalität spiele keine Rolle. Es stimme nicht, dass Afrikaner aus rassistischen Gründen zurückgewiesen werden. Vertreter von Ghana und Somalia gaben an, keine Informationen über Probleme ihrer Landsleute aus der Ukraine zu haben. Die Afrikanische Union wiederum klagte über entsprechende Berichte und bezeichnete Versuche, Afrikaner am Grenzübertritt zu hindern, als rassistisch und völkerrechtswidrig. Ein Vertreter von Südafrika klagte ebenfalls über eine schlechte Behandlung von südafrikanischen und anderen afrikanischen Studenten an der Grenze zu Polen, während ein Vertreter Nigerias Polen um Aufklärung bat.
Es gibt darüber hinaus Berichte, dass auch Roma aus der Ukraine an verschiedenen Grenzen der Grenzübertritt verwehrt wurde. Ebenso wurde bekannt, dass sie auch nach Erreichen von sicheren Fluchtländern immer wieder Ausgrenzung von Hilfen erleben. So kam es etwa in Mannheim zu einem Fall von Diskriminierung durch vermutlich Angestellte der deutschen Bahn, die einer Roma-Familie den Zugang zu einer Übernachtungsmöglichkeit für ukrainische Flüchtlinge verwehrten und dabei antiziganistische Vorurteile geäußert hätten.
Marcel Leubrecher erklärte in welt.de, warum man in Osteuropa Flüchtlinge aus der Ukraine lieber aufnehme als solche von anderen Kontinenten. Er nahm dabei Bezug auf die zurückliegenden Zurückweisungen an der Grenze zu Belarus. Ukrainische Flüchtlinge kämen direkt aus einem Land, in dem Krieg herrscht, die Zurückgewiesenen hingegen hätten ihr Fluchtland schon längst verlassen und seien über die Türkei und andere Länder weitergezogen. Außerdem seien die Ukrainer den Ungarn kulturell ähnlicher als zum Beispiel ein in Afghanistan sozialisierter Mensch. Seit 2014 seien anderthalb Millionen Ukrainer nach Polen gekommen, ohne dass es zu „Integrationsproblemen“ gekommen sei. Schließlich seien die ukrainischen Flüchtlinge großteils Frauen und Kinder, nicht junge Männer wie aus dem Nahen Osten und Nordafrika.
Daniel Thym, der an der Universität Konstanz öffentliches Recht lehrte und Stellvertretender Vorsitzender des Sachverständigenrat für Integration und Migration (SVR) war, erklärte, Ukrainern bevorzugt zu helfen sei aus seiner Sicht kein Rassismus. Er verwies darauf, dass die Welt in Staaten unterteilt sei und nicht alle Staaten untereinander dieselben rechtlichen Beziehungen hätten. Darum könne es legitim sein, wenn die Angehörigen des einen Staates mehr Rechte zum Beispiel in Deutschland erhalten als die Angehörigen eines anderen Staates. Es sei „normal“, dass man eher Menschen aus einem Land hilft, das einem „kulturell, aber auch geografisch relativ nahesteht“. Hinzu komme eine historische Verantwortung Deutschlands für die Ukraine. Es sei nicht rassistisch, ein Naheverhältnis bei Flüchtlingsgruppen zu berücksichtigen und Ukrainern bevorzugt zu helfen. Für Menschen aus der Ukraine (ungeachtet ihrer Herkunft oder Religion) seien EU-Länder wie Polen das erste Land der Flucht. Allerdings müssten Mindeststandards des Asylrechts für alle Menschen gewahrt werden. Ferner wäre es nicht hinnehmbar, wenn Polen oder Ungarn sich etwa pauschal weigern würden, muslimische Flüchtlinge aufzunehmen.
Jean Ziegler hingegen sieht hinter der Ungleichbehandlung von Flüchtlingen einen „Rassismus, der mörderisch ist“ und der „bekämpft und gebrochen“ werden muss. Auch Pro Asyl kritisiert, dass „Schwarzen Menschen und People of Color auf der Flucht die Schutzwürdigkeit abgesprochen wird“ und zieht das Fazit „So funktioniert Rassismus.“

## Menschenschmuggel und Zwangsprostitution
Laut der International Justice Mission (IJM), die sich dem weltweiten Kampf gegen moderne Sklaverei und Zwangsprostitution verschrieben hat, suchten Zuhälter und Menschenschmuggler mit dem Beginn der Massenflucht nach Frauen und Kindern aus der Ukraine. Der IJM zufolge gab es Männer mit Kleinbussen, die an den Grenzen und Busbahnhöfen gezielt Frauen angesprochen und ihnen verheißungsvolle Jobs in europäischen Metropolen in Aussicht gestellt haben, um sie zu ködern. Der IJM habe in den Fällen, in denen es die Versuche beobachtet hat, interveniert.